# Termičko bojenje metala
Termičko bojenje metala razmjerno je jednostavan postupak kojim se u principu na površini metala dobivaju interferencijske boje. Boje su zavisne o temperaturi na koju metal zagrijemo. Najpoznatiji primjer su termički dobivene boje na čeliku,od kojih se najčešće koristi bojenje u plavu boju. Osim na čeliku termički se dobivene boje mogu dobiti i na bakru i njegovim slitinama, niklu, kromu, te titaniju i tantalu.
U termičko bojenje možemo ubrojiti i postupke dobivanja smeđe ili crne boje postupnim zagrijavanjem na 200 – 400 °C lanenim uljem premazanih predmeta od bakra (takozvani email brun) ili čelika.
Također u ove postupka ubrajamo i Bower-Barf postupak, te njemu srodne postupke, u ovom se postupku čelik grije na 800 °C, te ga se izlaže djelovanju jako zagrijane vodene pare.

## Povijest
Termičko je bojenje najvjerojatnije najstariji postupak bojenja predmeta od metala.

## Temperature zagrijavanja potrebne za termičko bojenje čelika,nehrđajućeg čelika, titanija te bakra i njegovih slitina
Termičko bojenje željeza i čelika
slamnato žuta/232 C smeđa/265 C purpurno crvena/277 C svijetlo plava/288 C tamno plava/293 C
Termičko bojenje nehrđajućeg čelika
svijetlo žuta/290 C smeđa/390 C purpurna/450 C plava/540 C tamno plava/600 C
Termičko bojenje titanija
svijetlo žuta/371 C purpurna/412 C plava /440 C svijetlo zelena/510 C smeđe siva/635 C
Termičko bojenje bakra i njegovih slitina
U slučaju bakra i njegovih slitina zagrijavanjem na temperaturu od 161-341 C prvo nastaju
razne interferencijske boje( redom svijetlo smeđe- narančastacrvenosmeđe- narančasta poput ruže- crveno narančasta- poput ruže crvena- poput ruže crvenoljubičasta- crvenoljubičastoplava -ljubičasto bijela- čelično bijela -žuto bijela- poput mjedi žuta- tamno žuta- mesnato crvena -ružičasto plava -plavo zelena ) a na višim temperaturama (od 600 C naviše ) crvena i crna.

## Vanjske poveznice
- Budija,G. ZBIRKA RECEPTURA ZA KEMIJSKO, ELEKTROKEMIJSKO I TERMIČKO BOJENJE METALA TE DOBIVANJE METALNIH PREVLAKA URONJAVANJEM, UTRLJAVANJEM, KONTAKTNIM TALOŽENJEM I ELEKTROLITSKIM PUTEM,Zagreb 2025.
- Heat tinting stainless steel